# Ceanothus palmeri
Ceanothus palmeri là một loài thực vật có hoa trong họ Táo. Loài này được Trel. mô tả khoa học đầu tiên năm 1888.